# Нукуфетау
Нукуфетау (Nukufetau) — атол архіпелагу Тувалу, розташований за 106 км на північний захід від Фунафуті, столиці Тувалу.
Атол має прямокутну форму, складається із 35 моту навколо лагуни розміром 13x7 км. Площа суші — 2,99 км ².
Назва походить від слів te fetau, вид дерев, що ростуть на островах атолу, з якого виробляли устаткування і nuku, що означає «місце для життя».
Європейським першовідкривачем Нукуфетау став американець Арент де Пестер, відкрив його у травні 1819 і назвав острів англ. De Peyster's Group. 1820 атол відвідав російський мандрівник Михайло Лазарєв. 1841 Нукуфетау відвідав Чарлз Вілкс. 
На початку 20 століття на атолі оселився австралійський письменник Джордж Льюїс Бек. Він прибув туди в 1881 році, відкрив магазин і одружився з Нелею Тікеною з островів. Свої переживання він описав у оповіданні «Рибацький народ Нукуфетау». У цей період в Нукуфетау жив також британець Альфред Рестьє. Багато людей, які зараз живуть на атолі, є його нащадками
У 2017 чисельність населення Нукуфетау становила 597 осіб.